# Konrad Thurano
Konrad Thurano (* 4. April 1909 in Düsseldorf; † 20. November 2007 in Langeskov, Dänemark; eigentlich Konrad Thur) war ein deutscher Seiltänzer. Bis zu seinem offiziellen Abschied von der Manege im Jahr 2006 war er der älteste aktive Artist der Welt.

## Leben
Thurano war Sohn eines Arztes. Er brach 1924 eine Banklehre ab und begann seine Karriere im Apollo Varieté in Düsseldorf, nachdem der Fünfzehnjährige beim Turnen auf den Düsseldorfer Rheinwiesen von Trapezkünstlern „entdeckt“ worden war. 1929 wird er vom Zirkus Dominik Althoff engagiert. Thurano hatte bald Auftritte im Berliner Wintergarten, im Hamburger Hansa-Theater, in Kopenhagen und Mailand.
1938 emigrierte er vor den Nationalsozialisten nach Südafrika und kehrte erst 1958 wieder nach Deutschland zurück. Nach der Neueröffnung von Bernhard Pauls „Apollo Varieté“ unter der Düsseldorfer Rheinkniebrücke 1997 ließ sich Thurano auch dort wieder engagieren. Seine Artistenkarriere dauerte 83 Jahre, bis zum Januar 2006, wobei er zuletzt nicht mehr auf, sondern am Seil (etwa durch „Klimmzüge“ an zwei Fingern) auftrat; seinen 98. Geburtstag feierte er im April 2007 noch einmal auf der Bühne.
Thurano hatte Auftritte im Pariser Lido, im Palace in Hongkong und in Casinos in Las Vegas. Er traf dabei Hans Albers, Marlene Dietrich, Charlie Chaplin, Bing Crosby und Frank Sinatra. Die letzten 55 Jahre arbeitete er mit seinem Sohn John als Duo zusammen. Konrad Thuranos Markenzeichen waren ein zerknautschter Hut und ein schwarz-weiß-kleinkarierter Anzug.
Im Sommer 2007 erkrankte Thurano an einer Lungenentzündung. Im Oktober des Jahres stand er noch mit seinem Sohn John für die Sendung „So lacht NRW“ (WDR) vor der Kamera. Am 20. November 2007 starb er, den Ärzten zufolge an Altersschwäche, im Haus seiner Tochter im dänischen Langeskov (Odense) im Kreis der Familie.
Thurano war von 1932 bis 2004 mit Henriette Althoff († 2004) verheiratet, die er im Zirkus Althoff kennengelernt hatte. Aus der Ehe gingen drei Kinder hervor.

## Filme
- Die Thuranos (2003) von Kerstin Stutterheim